# Steeple, Cumbria
Steeple är en bergstopp i Storbritannien.   Den ligger i grevskapet Cumbria och riksdelen England, i den centrala delen av landet, 400 km nordväst om huvudstaden London. Toppen på Steeple är 841 meter över havet, eller 92 meter över den omgivande terrängen. Bredden vid basen är 2,0 km. Steeple ingår i Cumbrian Mountains.
Terrängen runt Steeple är huvudsakligen kuperad.Runt Steeple är det ganska tätbefolkat, med 86 invånare per kvadratkilometer. Närmaste större samhälle är Whitehaven, 19,2 km väster om Steeple. Trakten runt Steeple består i huvudsak av gräsmarker.